# Ansac-sur-Vienne
Ansac-sur-Vienne település Franciaországban, Charente megyében. Lakosainak száma 816 fő (2022. január 1.). Ansac-sur-Vienne Alloue, Ambernac, Hiesse, Manot, Saint-Maurice-des-Lions és Confolens községekkel határos.

## Népesség
A település népessége az elmúlt években az alábbi módon változott:
| Lakosok száma | 738  | 854  | 936  | 822  | 856  | 839  | 829  | 827  | 825  | 816  |
|               | 1968 | 1982 | 1990 | 2006 | 2013 | 2015 | 2017 | 2019 | 2020 | 2022 |